# 藤崎里菜
藤崎 里菜（ふじさき りな、4月7日 - ）は、日本の女優、タレント。東京都出身。元電通契約社員。

## 略歴
2017年、電通契約社員として多数の雑誌に掲載。多くの反響を受け、同年、講談社より写真集が出版された。
雑誌掲載時のキャッチフレーズは「100年に1人の凄いカラダ」「令和のシンデレラ女優」。
1st写真集「first」は現在では価値が高騰し、プレミア価格で取引されている。
2018年、映画「どうしようもない恋の唄」で主演・ヒナ役に抜擢。
2019年7月、2nd写真集「blossom」発売。
株式会社書泉（アニメイトグループ）による2019年7月の「女性タレント写真集売上ランキング」で5位を記録した（書泉ブックタワー含む書泉店舗においてのランキング）。
2021年3月7日、スキンケアブランド AXXZIAの設立10周年を記念して開催された広告モデルオーディションでグランプリを受賞。
2021年7月9日、「幸楽苑CMオーディション2022」に合格し、幸楽苑のオフィシャルアンバサダーに就任。TVCMに出演した。
2021年12月16日、自身のSNSにて日本コロムビアに所属したことを発表した。
2022年12月、Fruit of the Loomフルーツオブザルームとのコラボ商品を発売。
愛犬をモチーフにデザインしている。

## 人物
愛犬は豆柴「むぎ」。
2019年5月5日生まれ。
2020年6月12日放送『めざましテレビ』「きょうのわんこ」に愛犬が出演。
インタビューで、「私にとってグラビアアイドルとは、ボディビルダーです。」と語っており、グラビアは鍛え上げた美しい身体を見てもらうためのものだと思っているため、性的な目線で見られたりセクシーなことを求められるのは苦手だと明かしている。
2023年8月にDJ RiiiNA名義でDJ活動を開始した。

## 出演

### 映画
- どうしようもない恋の唄（2018年8月4日公開、クロックワークス） - 主演 ヒナ 役[14]
- ヤクザと家族（2021年公開、スターサンズ／KADOKAWA）- キャバ嬢 役

### テレビドラマ
- ぼくは愛を証明しようと思う。（2017年12月28日、テレビ朝日） - 美里 役[15][16]
- さすらい温泉♨遠藤憲一スピンオフドラマ「ワケあり女の湯秘行」（2019年2月1日＜1月31日深夜＞、テレビ東京） - 主演 成田亜紀 役 / 不倫女 役[注 1]

### テレビ番組
- タモリ倶楽部（テレビ朝日）
- テリー伊藤と訳あり女（MONDO TV）

### ネット番組
- ジョッキー学力テスト（2018年5月 - 2020年3月、ニコジョッキー）- レギュラーメンバー
- 江頭2:50のピーピーピーするぞ！
- ぶるぺん（2018年2月 - 、Ustream）
- FINDER JAPAN TV
- 石橋貴明プレミアム恋する沖縄48時（2019年11月 - 、AbemaTV）

### CM・広告
- カオスブレイカー webCM
- 幸楽苑TVCM「好きです。」編（2022年8月 - ）
- スキンケアブランド AXXZIA
- 紀伊乃国屋グループ ゆうみ Sauna Cafe
- はるやまレディーススーツ

### 雑誌
- FRIDAY
- 週刊現代
- 週刊現代Special
- 週刊大衆
- キネマ旬報
- 週刊アサヒ芸能
- 月刊カラオケファン
- Girls Graph.（宝島社）
- PECHE特別増刊号「PECHE_mag 001」（2023年12月15日発売）
- PECHE_mag 007（2024年5月31日発売）

### 新聞
- 夕刊フジ （2019年3月20日）
- 日刊ゲンダイ

### 声優
- 新ニッポンヒストリー 第102話「もしも、徳川綱吉が桃太郎の世界に迷い込んだら」犬役（2024年1月15日）

- ヒロコレ ヒーロー育成して戦う放置RPG メインキャラクター アルシエル役（2024年8月 - ）

### 受賞
- ミスチャペル2021 3rdグランプリ
- ミスジャパン2023 東京大会ファイナリスト

### その他
- ミスブライダルモデルグランプリ全国大会2022 特別審査員
- Paris Kimono Collection（2024年10月　フランス・パリにて開催）
- Asia Model Festival 2024（2024年10月　韓国にて開催）

## 別名義（グラビアアイドル時代）

### テレビ番組
- 学校へ行こう!（TBS）
- ズバリ言うわよ!（TBS）
- 『ぷっ』すま（2010年4月、2011年7月26日テレビ朝日）
- さまぁ〜ずのヤリタ☆ガ〜リ〜（2011年9月8日、9月15日、TBS）
- マルさまぁ〜ず（TBS）
- つんつべ♂バク音（TOKYO MX）（2014年4月〜9月）
- お願い!ランキング （テレビ朝日）
- この差って何ですか? （TBS）
- しみけんの脳ミソつるつる野郎 （テレビ埼玉)
- シロウト女子のえびす裁判 （2015年11月 インターネット番組） 蛭子能収の初MC番組

### テレビドラマ
- 示談交渉人 ゴタ消し（2010年、キャバ嬢役）（日本テレビ）

### 映画
- インストール（2004年12月25日公開、配給:角川映画)
- 図書館戦争（2013年4月27日公開、制作:Library Wars”Movie Project、配給:東宝）
- イタズラなkissハイスクール編（2016年11月25日公開、製作・配給:ギャガ・プラス)

### 雑誌
- with（講談社）レギュラーメンバー
- 東京グラフィティ
- ヤングチャンピオン
- ヤングマガジン
- FLASH
- プレイボーイ
- 週刊大衆
- 週刊大衆ヴィーナス
- Bejean

### ネット番組
- 週刊オトコ自身 （2012年、BeeTV）
- バットボーイズ 佐田×野性爆弾 川島 （2015年8月27日、Ustream）
- おしゃべりやってまーす レボリューション（2015年10月8日〜K'z Station）レギュラーメンバー

### コラム
- 住生活新聞にてコラム執筆（2016年）

### その他
- 全日本プロレスチャンピオンカーニバル2010 イメージガール兼ナビゲーター
- スーパー耐久レース Car'Xレースクイーン
- ミスアクション2013 候補生
- ミスヤングチャンピオン2015 候補生
- ミスFLASH2016 セミファイナリスト

## 作品

### 写真集
- 「first」（2017年7月13日、講談社）[19]ISBN 978-4063528602
- 「blossom」（2019年7月5日、講談社）[20]ISBN 978-4065167137
- 「好きって言って。」（2020年4月）

### カレンダー
- 「藤崎里菜カレンダー2023」（2023年、日本コロムビア）[21]

### グッズ
- 「オリジナルBIG-Tシャツ」（2020年5月）[22]
- 「藤崎里菜×Fruit of the Loom」コラボ商品（2022年12月、Fruit of the Loomフルーツオブザルーム）

### シングル
|                         | 発売日                  | タイトル                |
| メジャー（POCORECORDS） | メジャー（POCORECORDS） | メジャー（POCORECORDS） |
| ----------------------- | ----------------------- | ----------------------- |
| 1                       | 2024年7月10日           | 天使の羽                |